# Cecil Green
 Cecil Green  (30. září 1919 Dallas – 29. červenec 1951 Winchester) byl americký automobilový závodník.
Jako mladíka si ho všiml člen síně slávy, Bill Hill, sledoval Cecila Greena na Olympijském stadiónu, když se snažil byt nejlepším v midget cars.
V letech 1948 až 1950 Green zvítězil ve 34 závodech vypsaných pro vozy midget v Missouri, Oklahomě a Texasu. V roce 1949 získal také titul šampióna AAA, Cecil Green soutěžil v několika týmech Elza Bynum Offy, Walker Brothers #18, Jack Zink Offy, Peaches Campbell Offy, Giancerrelli Brothers Offy a Catfish Offy #54.
Cecil Green zvítězil také v jedné z hlavních událostí sezóny 1950 na St. Louis Walsh Stadium a byl vyhlášen nováčkem roku v Indy (rookie year). V Indy se umístil nejlépe na 4. místě v roce 1950 a o rok později na 22. místě.
Kariéra Cecila Greena byla ukončena během kvalifikace na závod ve sprintu v Winchester, Indiana v roce 1951. Ten den se stal známý pod názvem Černá neděle. Cecil Green měl teprve 31 let.

## Kompletní výsledky ve formuli 1
| Legenda k tabulce | Legenda k tabulce                                                                       |
| Barva             | Výsledek                                                                                |
| ----------------- | --------------------------------------------------------------------------------------- |
| Zlatá             | Vítěz                                                                                   |
| Stříbrná          | 2. místo                                                                                |
| Bronzová          | 3. místo                                                                                |
| Zelená            | Bodované umístění                                                                       |
| Modrá             | Nebodované umístění                                                                     |
| Modrá             | Dokončil neklasifikován (NC)                                                            |
| Fialová           | Odstoupil (Ret)                                                                         |
| Červená           | Nekvalifikoval se (DNQ)                                                                 |
| Červená           | Nepředkvalifikoval se (DNPQ)                                                            |
| Černá             | Diskvalifikován (DSQ)                                                                   |
| Bílá              | Nestartoval (DNS)                                                                       |
| Bílá              | Závod zrušen (C)                                                                        |
| Světle modrá      | Pouze trénoval (PO)                                                                     |
| Světle modrá      | Páteční testovací jezdec (TD)                                                           |
| Bez barvy         | Netrénoval (DNP)                                                                        |
| Bez barvy         | Vyřazen (EX)                                                                            |
| Bez barvy         | Nepřijel (DNA)                                                                          |
| Bez barvy         | Odvolal účast (WD)                                                                      |
| Bez barvy         | Nezúčastnil se (prázdné)                                                                |
| Označení          | Význam                                                                                  |
| Tučnost           | Pole position                                                                           |
| Kurzíva           | Nejrychlejší kolo                                                                       |
| †                 | Jezdec nedojel do cíle, ale byl klasifikován, protože odjel více než 90 % délky závodu. |
| ‡                 | Byl udělován poloviční počet bodů, protože bylo odjeto méně než 75 % délky závodu.      |
| Horní index       | Umístění bodujících jezdců ve sprintu                                                   |

| Rok  | Tým                   | Vůz               | Motor               | 1   | 2      | 3     | 4   | 5   | 6   | 7   | 8   | Umístění | Body |
| ---- | --------------------- | ----------------- | ------------------- | --- | ------ | ----- | --- | --- | --- | --- | --- | -------- | ---- |
| 1950 | John Zink/M.A. Walker | Kurtis Kraft 3000 | Offenhauser 3.0 L4C | GBR | MON    | 500 4 | SUI | BEL | FRA | ITA |     | 13.      | 3    |
| 1951 | John Zink/M.A. Walker | Kurtis Kraft 3000 | Offenhauser 3.0 L4C | SUI | 500 22 | BEL   | FRA | GBR | GER | ITA | ESP | -        | 0    |